# Lisa Berger
Lisa-Maria Berger (* 18. Februar 1993 in Grosshöchstetten) ist eine ehemalige Schweizer Triathletin und Mitglied des Nationalkaders von Swiss Triathlon.

## Werdegang
Lisa Berger war schon als Kind sportbegeistert. Ihre ersten Erfahrungen sammelte sie im Handball, Tennis sowie beim Inlineskaten. Im Alter von 15 Jahren stiess sie zum Triathlon Checkpoint Burgdorf, welcher jetzt zum Tri Club Solothurn gehört. Sie trainierte dort fortan unter der Leitung von Pierre Manz.

Die ersten Erfolge auf nationaler Ebene liessen nicht lange auf sich warten und 2013 trat sie dem Förderverein Integrativer Leistungssport bei, wo sie von Martin Salmingkeit gefördert wurde.
Seit Herbst 2017 trainierte sie unter der Leitung von Pierre Pompili in Bern und Font-Romeu.
Ihren ersten internationalen Podestplatz erreichte sie 2018 mit der Bronzemedaille am Europacup in Melilla. In derselben Saison feierte sie mit dem Gewinn der Silbermedaille im Teamtriathlon an den Europameisterschaften in Glasgow ihren bisher grössten Erfolg.
Seit 2022 tritt Lisa Berger nicht mehr international in Erscheinung.
Lisa Berger studiert Pflege an der Berner Fachhochschule, Departement Gesundheit in Bern. Sie lebt in Emmenmatt.

## Auszeichnungen
- Sportpreis Kanton Solothurn 2018[9]
- Sportlerehrung Kanton Bern 2018

## Sportliche Erfolge
| Datum/Jahr    | Rang | Wettbewerb                                       | Austragungsort | Zeit     | Bemerkung                                                           |
| ------------- | ---- | ------------------------------------------------ | -------------- | -------- | ------------------------------------------------------------------- |
| 9. Okt. 2021  | 3    | Asia Triathlon Cup Tashkent                      | Tashkent       | 01:02:42 |                                                                     |
| 21. Aug. 2020 | 18   | ITU Triathlon World Cup                          | Karlsbad       | 02:13:47 |                                                                     |
| 8. März 2019  | 43   | ITU World Championship Series 2019               | Abu Dhabi      | 01:00:08 | erstes Rennen der Saison                                            |
| 11. Aug. 2018 | 2    | ETU Triathlon European Championships Mixed Relay | Glasgow        | 01:15:18 | Im Team mit Andrea Salvisberg, Nicola Spirig und Sylvain Fridelance |
| 1. Juli 2018  | 3    | Schweizer Meisterschaft Sprint Triathlon         | Seedorf        | 00:58:57 |                                                                     |
| 15. Apr. 2018 | 3    | ETU Triathlon European Cup                       | Melilla        | 01:56:13 |                                                                     |
| 6. Aug. 2017  | 1    | Schweizer Meisterschaft Sprint Triathlon         | Nyon           | 01:08:51 |                                                                     |
| 16. Juli 2017 | 8    | ITU Triathlon Mixed Relay World Championships    | Hamburg        | 01:24:08 | Im Team mit Jolanda Annen, Andrea Salvisberg und Adrien Briffod     |
| 1. Mai 2016   | 9    | ETU Triathlon European Cup                       | Madrid         | 02:14:33 |                                                                     |
| 16. Aug. 2015 | 5    | ETU Triathlon European Cup                       | Eğirdir        | 02:16:18 |                                                                     |
| 20. Juni 2014 | 18   | ETU Triathlon European Championships             | Kitzbühel      | 02:15:42 |                                                                     |
| 27. Okt. 2013 | 9    | ITU Triathlon World Cup                          | Guatapé        | 02:21:58 |                                                                     |